# 宮本潤子 (フェミニスト)
宮本潤子(みやもと じゅんこ)は、日本の人権活動家。
ECPAT/ストップ子ども買春の会代表。日本キリスト教婦人矯風会の性・人権部幹事、同会運営の女性の家HELPディレクター。インターネット・ホットラインセンター 運営委員会メンバー。児童買春、児童ポルノに係る行為等の処罰及び児童の保護等に関する法律をめぐる諸問題に長年携わっており、

国会に参考人として招致されたこともある
。